# Zvenella reticulata
Zvenella reticulata är en insektsart som beskrevs av Andrej Vasiljevitj Gorochov 2002. Zvenella reticulata ingår i släktet Zvenella och familjen syrsor. Inga underarter finns listade i Catalogue of Life.